# 小米尔比施
小米尔比施是奥地利布尔根兰州居辛县的一个市镇。总面积4.29平方公里，总人口260人，人口密度60.6人/平方公里（2001年）。